# Pseudosphex melanogen
Pseudosphex melanogen là một loài bướm đêm thuộc phân họ Arctiinae, họ Erebidae.